# سایپم

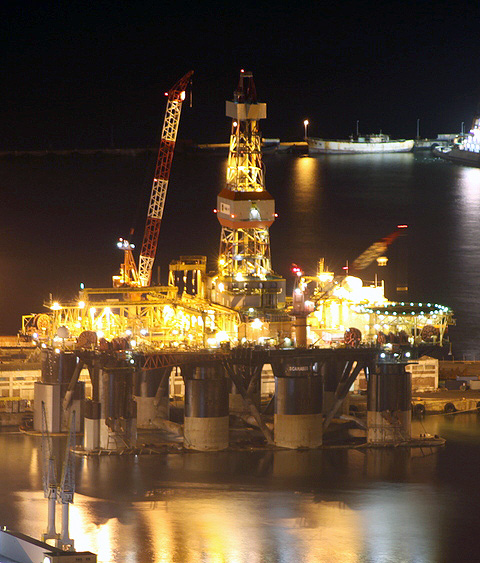
سکوی نیمه شناور حفاری سایپم، در کیپ‌تاون

سایپم (به ایتالیایی: Saipem) شرکت ایتالیایی پیمانکار صنعت نفت و گاز می‌باشد. این شرکت، یک شرکت تابعه از شرکت ایتالیایی انی است. انی، مالک ۴۳٪ درصد از سهام شرکت سایپم می‌باشد. سایپم در پروژه‌های بزرگ خطوط لوله، مشارکت داشته و خطوط لوله نفت و گاز بسیاری را طراحی و احداث نموده‌است. از مجموع این پروژه‌ها، می‌توان به خطوط لوله: بلو استریم، گرین استریم، نورد استریم و ساوت استریم اشاره کرد.

## تاریخچه

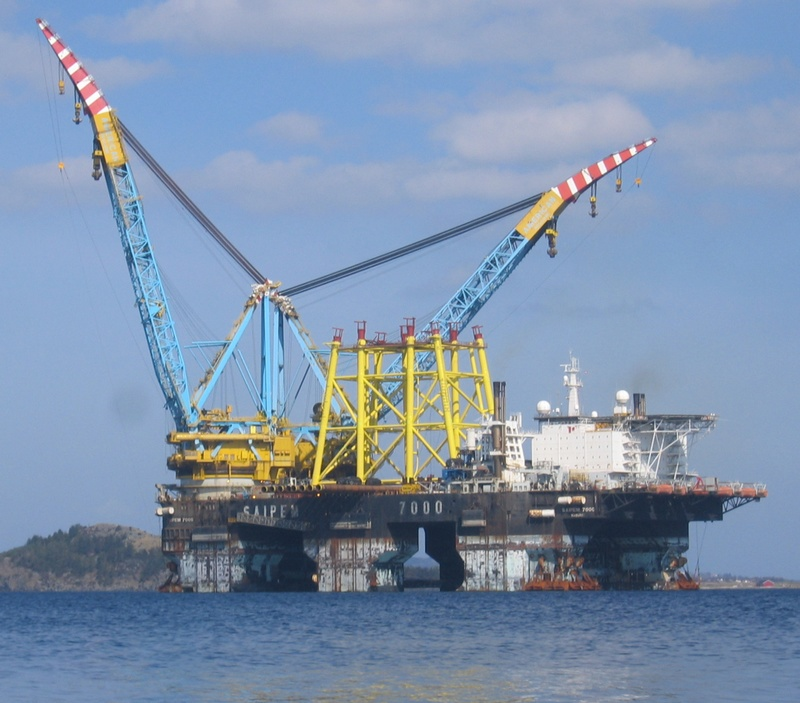
جرثقیل سایپم۷۰۰۰ بر روی میدان بوری، دومین جرثقیل دریایی جهان، با ظرفیت حمل ۱۴٫۰۰۰ تُن در ۴۲ متر

سایپم در سال ۱۹۵۷ به عنوان یک شرکت ارائه دهنده خدمات حفاری و خطوط لوله، توسط شرکت انی٬ تأسیس شد. این شرکت، از طریق ادغام شرکت اسنام مونتاجی، (به ایتالیایی: Snam Montaggi) و شرکت حفاری سایپ (به ایتالیایی: SAIP) تأسیس شد.
شرکت سایپم در دهه ۱۹۶۰ میلادی، خارج از گروه انی، شروع به ارائه خدمات نمود. این شرکت در سال ۱۹۶۹ کاملاً از شرکت انی جدا شد و به عنوان یک شرکت تابعه از انی، به فعالیت‌های خود ادامه داد.
در سال ۲۰۰۸ شرکت سایپم، در فهرست ۱۰۰ شرکت برتر جهان٬ قرار گرفت.

## مدیریت
با توجه به اینکه شرکت سایپم، کماکان از شرکت‌های تابعه شرکت انی محسوب می‌شود، ولی این شرکت، کاملا به صورت مستقل اداره می‌شود و شرکت انی، به عنوان ناظر، عمل می‌نمایند.
در حال حاضر، رییس هیئت مدیره شرکت سایپم، مارکو مانجیاگالی و مدیر عامل این شرکت، پیترو فرانکو تالی می‌باشد.